# Gerard Armiński
Gerard Teofil Armiński (ur. 24 września 1880 we Lwowie, zm. 1940 w ZSRR) – doktor praw, adwokat, pułkownik audytor Wojska Polskiego II RP, sędzia Sądu Najwyższego, ofiara zbrodni katyńskiej.

## Życiorys
Urodził się 24 września 1880 we Lwowie jako syn Jana. Ukończył studia prawnicze uzyskując stopień naukowy doktora. 28 listopada 1903, jako sierżant rezerwy (niem. Resfeldwebel) Oddziału Sanitarnego Nr 1 w Wiedniu, został aspirantem w korpusie zawodowych oficerów audytorów. Na stopień kapitana audytora został mianowany ze starszeństwem z 1 maja 1913. W latach 1913–1914 pełnił służbę w Sądzie Obrony Krajowej we Lwowie. W 1918 był nauczycielem w cesarskiej i królewskiej Akademii Wojskowej Franciszka Józefa w Wiedniu.
Po zakończeniu I wojny światowej, jako były oficer c. i k. armii został przyjęty do Wojska Polskiego i zatwierdzony do stopnia majora. 16 sierpnia 1919 został przesunięty w Departamencie Wojskowo-Prawnym Ministerstwa Spraw Wojskowych ze stanowiska naczelnika wydziału na stanowisko szefa Sekcji III.
Dekretem z 22 maja 1920 został zatwierdzony w stopniu podpułkownika w korpusie sądowym z dniem 1 kwietnia 1920. Został awansowany na stopień pułkownika w Korpusie Oficerów Sądowych ze starszeństwem z dniem 1 czerwca 1919. Uczestniczył w organizacji sądownictwa wojskowego Wojska Polskiego. W latach 1919–1920 był członkiem Prawniczej Komisji Kwalifikacyjnej do spraw weryfikacji kandydatów do wojskowej służby sprawiedliwości. Następnie pełnił służbę jako szef Sekcji Konsultacji Prawnej Oddziału VI Prawnego Ministerstwa Spraw Wojskowych. 22 sierpnia 1921 został przeniesiony na stanowisko kierownika Wydziału Departamentu IX Ministerstwa Spraw Wojskowych. W 1923 pełnił służbę w Prokuraturze przy Najwyższym Sądzie Wojskowym na stanowisku podprokuratora. Z dniem 4 sierpnia 1923 roku został mianowany zastępcą szefa Departamentu IX MSWojsk. i szefem Wydziału I Organizacyjno-Personalnego w tym departamencie. 12 sierpnia 1924 Prezydent RP mianował go szefem Wojskowego Sądu Okręgowego Nr I w Warszawie. 15 września tego roku objął obowiązki szefa sądu. Był jednym z sędziów podczas procesu gen. Michała Żymierskiego. Z dniem 30 kwietnia 1929 został przeniesiony w stan spoczynku.
Został sędzią Sądu Najwyższego. Później pracował jako adwokat w Warszawie. W 1934, jako pułkownik stanu spoczynku, pozostawał w ewidencji Powiatowej Komendy Uzupełnień Warszawa Miasto III.
Po wybuchu II wojny światowej i agresji ZSRR na Polskę z 17 września 1939 na terenach wschodnich II Rzeczypospolitej został aresztowany przez Oddział Specjalny Frontu Ukraińskiego. W 1940 został zamordowany w więzieniu NKWD w Kijowie przy ul. Karolenkiwskiej 17. Jego nazwisko znalazło się na tzw. Ukraińskiej Liście Katyńskiej opublikowanej w 1994 (został wymieniony na liście wywózkowej 55-5/21 oznaczony numerem 52). Ofiary tej części zbrodni katyńskiej zostały pochowane na otwartym w 2012 Polskim Cmentarzu Wojennym w Kijowie-Bykowni.

## Ordery i odznaczenia
- Krzyż Oficerski Orderu Odrodzenia Polski (2 maja 1923)[19][20][21]
- Złoty Krzyż Zasługi
- Medal Dziesięciolecia Odzyskanej Niepodległości
- Medal Pamiątkowy za Wojnę 1918–1921

austro-węgierskie
- Krzyż Rycerski Orderu Franciszka Józefa z dekoracją wojenną[2]
- Brązowy Medal Zasługi Wojskowej na wstążce Krzyża Zasługi Wojskowej[2]
- Krzyż Jubileuszowy Wojskowy[2]